# Girl Friends
Girl Friends (japonês: ガールフレンズ, Hepburn: Gāru Furenzu) é uma série de mangá yuri criada por Milk Morinaga. Foi serializada pela editora Futabasha na revista seinen Comic High! entre Outubro de 2006 e Agosto de 2010, e subsequentemente publicada como cinco volumes fechados. O mangá foi licenciado na América do Norte pela Seven Seas Entertainment. De acordo com o comentário da autora no final do primeiro volume, ela baseou a história em suas próprias experiências no colegial (e baseou a escola das personagens na escola que frequentou) mas teve de atualizá-la com detalhes atuais como celulares.

## Enredo
A história gira em torno da quieta Mariko Kumakura, que tem como única qualidade suas notas, que estão entre as melhores da classe. Entra aí a bonita e amigável Akko Oohashi, que tem como objetivo conhecer Mari melhor e se tornar sua melhor amiga. Com a ajuda de Akko, ela se torna uma das garotas mais bonitas do colégio, virando também amiga de Sugi e Tamami. O grupo se envolve em todos os tipos de situações; garotos, dietas, moda, amigos e estudos. Porém, conforme a história se desenvolve, Mari, e mais tarde Akko, percebem que ambas têm sentimentos mais profundos uma pela outra, sentimentos esses que vão além de amizade.

## Personagens
Mariko Kumakura (熊倉 真理子, Kumakura Mariko)
Dublada por: Mikoi Sasaki
A protagonista, apelidada Mari. Ela é uma pessoa tímida e educada que sempre senta sozinha na hora do almoço para ler. Quando Akko se torna sua amiga, Mari passa a mudar e sua personalidade começa a se desenvolver. Ela recentemente se tornou menos tímida e mais sociável. Numa tentativa de distanciar seus sentimentos por sua amiga, ela passa a namorar um garoto (apesar de ter passado a gostar romanticamente de Akko). Sua determinação de continuar apenas amiga de Akko e esconder seus sentimentos verdadeiros não durou muito; atormentada pela gentileza e carinho de Akko, ela a beija nos lábios duas vezes por impulso, mas decide nunca mais falar disso (ao perceber que seu amor nunca se concretizará).
Akiko Oohashi (大橋 亜希子, Ōhashi Akiko)
Dublada por: Aya Endō
Segunda protagonista, conhecida por suas amigas como "Akko". Uma garota bonita e confiante que se torna amiga de Mari no começo da história. Ela apresenta muitos atributos de uma garota adolescente estereotipada, como ser bem informada sobre namoros, moda e dietas. Ela diz saber muito sobre garotos apesar de ter interagido pouco com eles, e ainda menos quando ela se torna amiga de Mari. Recentemente ela começou a desenvolver sentimentos por Mari; no começo não é claro se ela está consciente disso ou em negação, porém, seus crescentes ciúmes do namorado de Mari começam a abrir seus olhos. Akko eventualmente percebe que está profundamente apaixonada por sua melhor amiga.
Satoko Sugiyama (杉山 里子, Sugiyama Satoko)
Dublada por: Yū Kobayashi
Sugi-san (como é chamada) é uma garota extrovertida que tem vários namorados ao mesmo tempo. Ela gosta de ir a festas e beber muito. É mencionado que ela e Tamami se beijam com frequência (mas apenas como uma demonstração da intimidade de uma amizade feminina). Ela é frequentemente vista como a menina mais promíscua e festeira do grupo e tende a tirar a roupa quando fica bêbada. Ela é, surpreendentemente, incapaz de beber muito antes de acabar embriagada. Ela algumas vezes tem vergonha de ser amiga de Tamami quando a mesma faz cosplay em público. Sugi é frequentemente vista e respeitada como a "crescida" do grupo (em termos de beleza, sedução e conhecimento quanto a garotos), e Akko já a consultou várias vezes sobre assuntos envolvendo Mari. Ela é bastante perceptiva; ela é a primeira e única a perceber que Akko e Mari estão apaixonadas. Ela parece ser um pouco cautelosa quanto a isso, por estar preocupada com a felicidade das duas, mas escolhe observá-las de longe. Num capítulo extra dedicado a ela, Sugi mostra ter inveja de como Akko e Mari conseguem manter sua inocência.
Tamami Sekine (関根 珠実, Sekine Tamami)
Dublada por: Mika Kanai
Uma garota fofa e engraçada que é a melhor amiga de Satoko. Ela é uma otaku e frequentemente compra ou fala de anime, mangá e vídeo games. Por outro lado, ela também gosta de boates, bebida, comida e festas. Quando o grupo original se separa, Satoko e Tamami se distanciam apesar de terem prometido continuarem se falando e serem boas amigas, mas com a ajuda de Mari e Akko, elas se reúnem. Desde então as duas ficaram muito próximas apesar de não estarem na mesma turma.

## Mídia

### Mangá
Girl Friends foi originalmente serializado na revista seinen Comic High! de 21 de outubro de 2006 a 21 de agosto de 2010. Cinco volumes tankōbon foram publicados de 12 de dezembro de 2007 a 12 de novembro de 2010. Em janeiro de 2022, a NewPOP anunciou o lançamento da série no Brasil, sendo publicado de 31 de janeiro a 9 de outubro de 2023. A obra também foi licenciada em Taiwan pela editora Sharp Point Press, na França pela editora Taifu Comics, na Rússia pela editora Palma Press e na América do Norte pela editora Seven Seas Entertainment.

#### Lista de volumes
| N.º | Publicação original    | Publicação original | Publicação licenciada | Publicação licenciada |
| N.º | Data de lançamento     | ISBN                | Data de lançamento    | ISBN                  |
| --- | ---------------------- | ------------------- | --------------------- | --------------------- |
| 1   | 12 de dezembro de 2007 | 978-4575834376      | 31 de janeiro de 2023 | 978-85-8362-414-1     |
| 2   | 12 de novembro de 2008 | 978-4575835472      | 20 de abril de 2023   | 978-85-8362-396-0     |
| 3   | 12 de setembro de 2009 | 978-4575836738      | 30 de junho de 2023   | 978-85-8362-379-3     |
| 4   | 11 de junho de 2010    | 978-4575837803      | 31 de agosto de 2023  | 978-85-8362-366-3     |
| 5   | 12 de novembro de 2010 | 978-4575838367      | 9 de outubro de 2023  | 978-85-8362-361-8     |

### Drama CD
Uma adaptação em Drama CD dirigida por Midori Shimazawa foi lançada em 28 de Janeiro de 2011 após vendas antecipadas no Comiket 79 em Dezembro de 2010.

## Recepção
No quadro Right Turn Only!! da Anime News Network, Girl Friends recebeu uma resenha favorável, porém foi mencionado que "O final foi abrupto, e um típico viveram felizes para sempre".